# Cut Copy
Cut Copy ist eine australische Elektropop-Band aus Melbourne. Ihre Musik wird als Dance Punk bzw. Electropop bezeichnet und ist stark von New Wave und Post-Punk beeinflusst. Cut Copy sind beim Musiklabel Modular Recordings unter Vertrag.

## Geschichte
Nachdem Dan Whitford Cut Copy ursprünglich als Ein-Mann-Projekt gegründet und unter diesem Pseudonym eine Single und eine EP veröffentlicht hatte, traten 2003 Tim Hoey, Mitchell Scott und Bennett Foddy als weitere Mitglieder der Band bei.
Ein Jahr später erschien ihr Debütalbum „Bright Like Neon Love“, dessen darauf enthaltene Lieder durchgängig von Whitford selbst verfasst und produziert wurden. Nur kurze Zeit nach dem Release verließ Foddy die Band jedoch wieder.
Erst 2008 kam das nächste Album „In Ghost Colours“ auf den Markt, obwohl es laut internen Aussagen der Band bereits im Jahr 2007 fertiggestellt worden wäre. Mit diesem Album erreichten sie ihren internationalen Durchbruch und verhältnismäßig hohe Chartplatzierungen, beispielsweise #1 in Australien. Es war die erste Veröffentlichung gemeinsam mit ihrem neu rekrutierten Bassisten Ben Browning.
In den Folgejahren erschienen weitere Werke, 2011 das Album „Zonoscope“, zu dem schon im Voraus einzelne Lieder veröffentlicht wurden, und „Free Your Mind“ (2013). Jeweils beide wieder mit großen Erfolgen im In- und Ausland.

## Diskografie

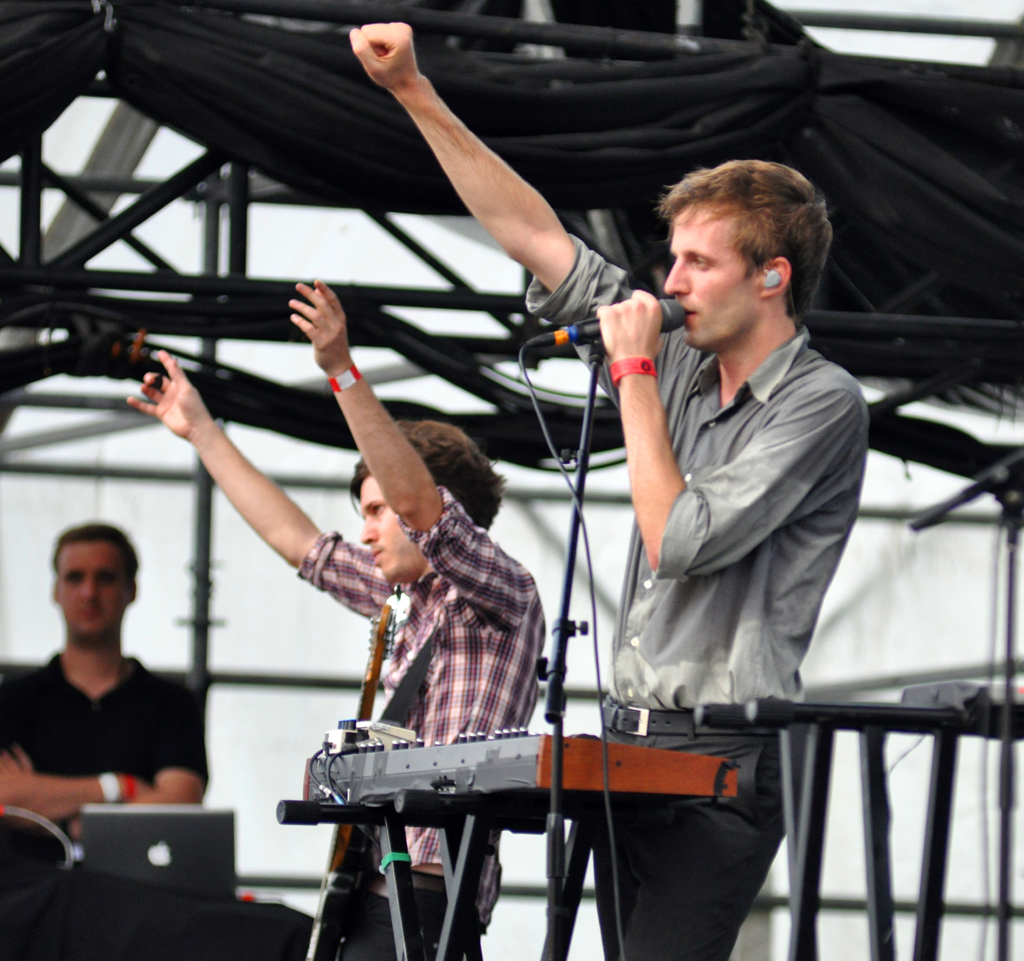
Cut Copy 2010 in Williamsburg, USA

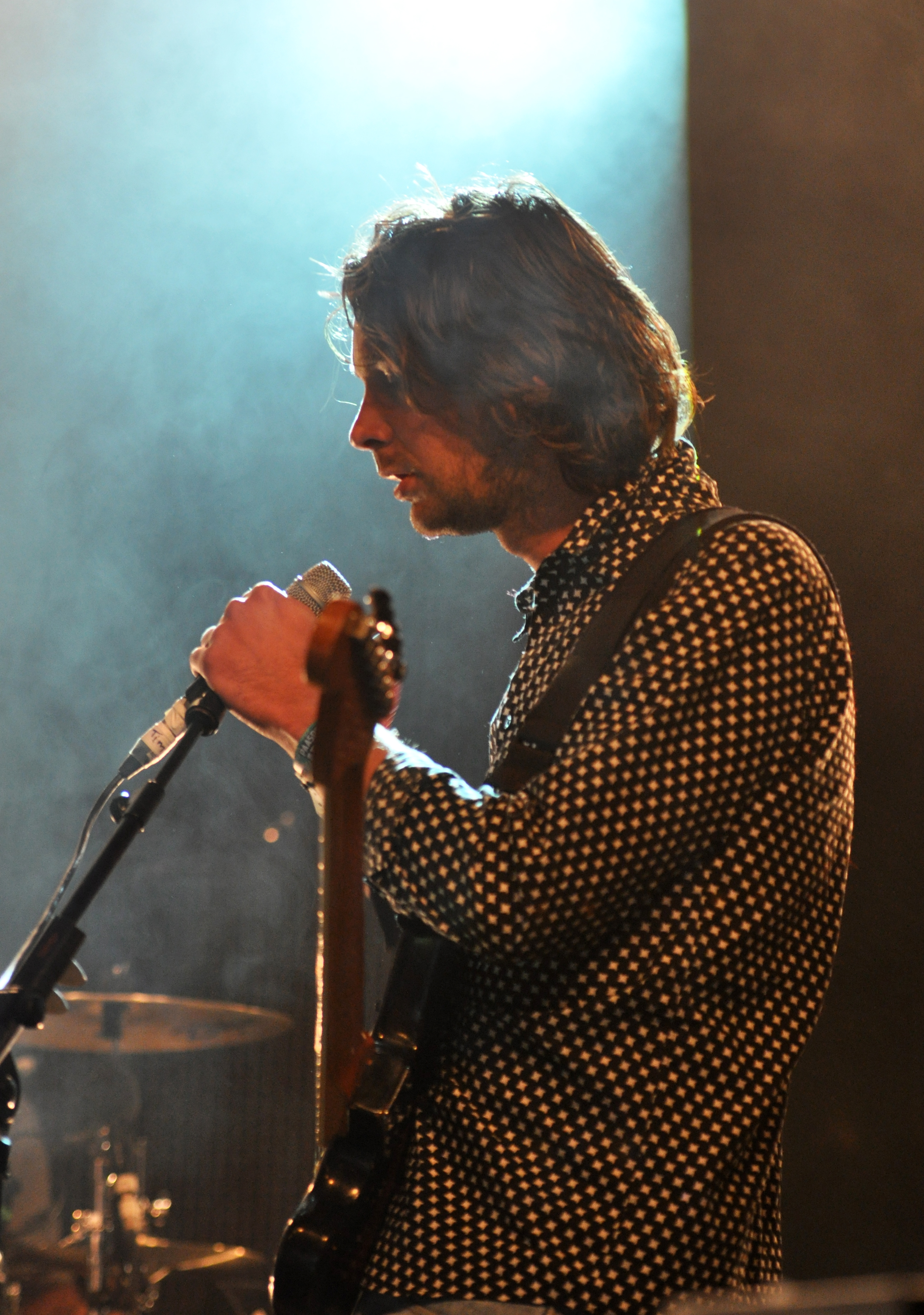
Tom Hoey mit Cut Copy beim Paaspop 2014

### Alben
- Bright Like Neon Love (2004, Modular Recordings)
- In Ghost Colours (2008, Modular Recordings)
- Zonoscope (2011, Modular Recordings)
- Free Your Mind (2013, Modular Recordings)
- January Tape (2016, Cutters Records)
- Haiku From Zero (2017, Capitol Records)
- Freeze, Melt (2020, Cutters Records, The Orchard)

### EPs
- I Thought of Numbers (2001, Modular Recordings)
- Hearts on Fire (2007, Modular Recordings)
- Far Away (2008, Modular Recordings)

### Kompilationen
- Fabric Live 29 (2006)
- So Cosmic (2008)

### Singles
- 1981 7" (2001, Modular Recordings)
- Saturdays (2004, Modular Recordings)
- Future (2005, Modular Recordings)
- Going Nowhere (2005, Modular Recordings)
- Hearts on Fire (2007, Modular Recordings, AU: Gold)
- So Haunted (2007, Modular Recordings)
- Lights & Music (2008, Modular Recordings, AU: Platin)
- Hearts on Fire (2008 Edit), (2008, Modular Recordings)
- In Ghost Colours (2008, Modular Recordings)
- Far Away (2008, Modular Recordings)

### Remixe
- Lino: „Yours“ (2001, Virgin Records Australia)
- Midnight Juggernauts: „45 And Rising“ (2005, Cutters)
- Van She: „Kelly“ (2008)
- Cansei de Ser Sexy: „Move“ (2008, Warner Music UK)
- Ladyhawke: „Paris Is Burning“ (2008, Modular Recordings)